# Dmitri Láptev
Dmitri Yákovlevich Láptev (en ruso, Дми́трий Я́ковлевич Ла́птев) (Bólotovo, gobernación de Pskov, 1701-31 de enero de 1771) fue un explorador ruso en el Ártico y vicealmirante de la armada rusa.

## Biografía
Dmitri Láptev nació en 1701 en la aldea de Bólotovo, cerca de Velíkiye Luki. Bólotovo era la finca de su padre, Yákov Láptev. El hermano de Yákov, su tío Prokofi Láptev, también era propietario de una finca cercana llamada Pokariovo, donde había nacido un año antes, en 1700, Jaritón (Khariton) Láptev, su primo. 
Dmitri y su primo fueron de los primeros estudiantes de la Escuela de Matemáticas y Ciencias de Navegación de San Petersburgo, fundada por Pedro el Grande.
Tras graduarse, Dmitri comenzó su carrera en la marina como cadete, en 1718. En 1736 fue designado líder de una de las partidas de la segunda expedición a Kamchatka, la gran expedición rusa (1733-43) dirigida por Vitus Bering que tenía como objetivo encontrar y cartografiar el extremo oriental de Siberia, con la esperanza de que continuase por la costa occidental de América del Norte. 
Como resultado de sus viajes por tierra y mar, entre 1739 y 1742, Láptev describió y cartografió la línea de la costa desde la desembocadura del río Lena, a lo largo del golfo de Buor-Jaya y la bahía del Yana, hasta el estrecho que ahora lleva su nombre, el estrecho de Láptev y el cabo Bolshói Baránov (al este de la boca del río Kolymá). Asimismo exploró la cuenca y la boca del río Anádir, y también la ruta por tierra desde la fortaleza de Anaádyr hasta la bahía del Pénzhina, la parte más septentrional del mar de Ojotsk. En 1741 y 1742 Láptev reconoció los ríos Bolshói Aniuy y Anádyr. Como parte de la misma expedición, su primo Jaritón lideró una campaña de reconocimiento de la costa de la península de Taimyr, partiendo de la desembocadura del río Játanga.
Después de la expedición, Dmitri continuó su servicio militar en la flota del Báltico y fue promovido al rango de vicealmirante en 1762, el mismo año que se retiró.
El mar de Láptev lleva su apellido, honor que reconoce la labor de exploración de ambos primos, Dmitri y Jaritón. Un cabo en el delta del río Lena y el estrecho entre la isla Gran Liajovski y el continente, en el mar de Láptev, llevan su nombre exclusivamente por él.